# Old Gods of Asgard
Old Gods of Asgard es una banda de heavy metal ficticia perteneciente al universo de Alan Wake. El grupo real tras la ficción es Poets of the Fall (POTF), cuya participación es ya conocida por el trabajo anterior con Remedy Entertainment en Max Payne II, interpretando el tema principal del mismo: Late Goodbye. Bajo el seudónimo de Old Gods of Asgard interpretaron varias canciones hasta la fecha para videojuegos diferentes de la misma empresa: Alan Wake, su expansión Alan Wake's American Nightmare, Control y Alan Wake II. Algunas de estas son:
- The Poet and the Muse («El poeta y la musa»).
- Children of the Elder God («Hijos del Dios anciano»).
- Balance Slays the Demon («El equilibrio mata al demonio»).
- Take Control («Toma el control»).
- Herald of Darkness («Heraldo de la oscuridad»).

También interpretan dos temas musicales utilizando su nombre original para Alan Wake y American Nightmare, siendo estos:
- War (Guerra).
- The Happy Song (La canción feliz).

Dentro de sus trabajos más recientes interpretan la canción Take Control, del juego de Remedy, Control, lanzado en el año 2019, colaborando una vez más con la empresa. Por último hasta la fecha, interpretaron los temas Herald of Darkness, Anger's Remorse y Dark Ocean Summoning para la segunda entrega de la saga Alan Wake (Alan Wake II), lanzada en 2023.
En la página oficial de la banda se hace anuncio oficial de esta sorpresa integrada en el primer videojuego, y un nuevo anuncio para el segundo.